# Villars Hockey Club
Le HC Villars 1908 est un club de hockey sur glace suisse. Il a été créé en 1908 et a fait partie des huit clubs fondateurs de la Ligue suisse de hockey sur glace (26 novembre 1908).
En 1925, Villars-Bellerive a représenté la Suisse en tant qu'équipe nationale lors de la Coupe Jean Potin disputée à Paris.

## Bilan saison par saison
- Champion de Suisse LNA où il joue plus de huit saisons : 1962-1963 et 1963-1964
- Champion de Suisse LNB : 1961-1962 et 1973-1974 où il joue plus de quatorze saisons
- Champion de Suisse de 1re Ligue : 1960-1961, 1968-1969 et 1982-1983
- Champion Romand de 2e Ligue : 1987-1988 et 2006-2007

- 1909-1910 : série A - Champion de Suisse (Villars-Bellerive)
- 1918-1919 : série A - Champion  de Suisse (Villars-Bellerive)
- 1936-1937 : série B - Champion  de Suisse (Villars-Bellerive)
- 1960-1961 : 1re ligue - Champion  de Suisse 1re ligue(promotion en LNB)
- 1961-1962 : LNB - Champion de Suisse de LNB (promotion en LNA)
- 1962-1963 : LNA - Champion de Suisse de LNA
- 1963-1964 : LNA - Champion de Suisse de LNA
- 1964-1965 : LNA - 2e
- 1965-1966 : LNA - 10e (relégation en LNB)
- 1966-1967 : LNB - 8e (relégation en 1re ligue)
- 1967-1968 : 1re ligue - 1er (Non promu)
- 1968-1969 : 1re ligue - 1er Champion  de Suisse de 1re Ligue (promotion en LNB)
- 1969-1970 : LNB - 4e
- 1970-1971 : LNB - 5e
- 1971-1972 : LNB - 4e
- 1972-1973 : LNB - 3e
- 1973-1974 : LNB - 2e et 1er au tour de promotionChampion  de Suisse de LNB (promotion en LNA)
- 1974-1975 : LNA - 5e
- 1975-1976 : LNA - 8e (relégation en LNB)
- 1976-1977 : LNB - 3e et 5e au tour de promotion
- 1977-1978 : LNB - 9e
- 1978-1979 : LNB - 4e
- 1979-1980 : LNB - 1er et 3e au tour de promotion
- 1980-1981 : LNB - 5e
- 1981-1982 : LNB - 7e (relégation en 1re Ligue)
- 1982-1983 : 1re Ligue - 1er Champion de Suisse de 1re ligue(promu en LNB)
- 1983-1984 : LNB - 6e (relégation en 1re Ligue)
- 1984-1985 : 1re Ligue - 4e
- 1985-1986 : 1re Ligue - 2e puis 12e (relégation en 2e Ligue) (affaire Boileau)
- 1986-1987 : 2e Ligue - 2e
- 1987-1988 : 2e Ligue - 1er Champion Romand(promu en 1re Ligue)
- 1988-1989 : 1re Ligue - 9e
- 1989-1990 : 1re Ligue - 10e
- 1990-1991 : 1re Ligue - 7e
- 1991-1992 : 1re Ligue - 7e
- 1992-1993 : 1re Ligue - 7e
- 1993-1994 : 1re Ligue - 6e
- 1994-1995 : 1re Ligue - 9e
- 1995-1996 : 1re Ligue - 3e (1/4 de Finale Play-Off)
- 1996-1997 : 1re Ligue - 4e (1/2 de Finale Play-Off)
- 1997-1998 : 1re Ligue - 3e (1/2 de Finale Play-Off)
- 1998-1999 : 1re Ligue - 2e (1/2 de Finale Play-Off)
- 1999-2000 : 1re Ligue - 8e
- 2000-2001 : 1re Ligue - 9e
- 2001-2002 : 1re Ligue - 9e
- 2002-2003 : 1re Ligue - 7e (1/4 de Finale Play-Off)
- 2003-2004 : 1re Ligue - 11e (relégation en 2e ligue)
- 2004-2005 : 2e Ligue - 8e (1/4 de Finale Play-Off)
- 2005-2006 : 2e Ligue - 1er (1/2 de Finale Play-Off)
- 2006-2007 : 2e Ligue - 2e Champion Romand(Finale Play-Off promu en 1re Ligue)
- 2007-2008 : 1re Ligue - 11e
- 2008-2009 : 1re Ligue - 8e (1/4 de Finale Play-Off)
- 2009-2010 : 1re Ligue - 9e
- 2010-2011 : 1re Ligue - 5e (1/4 de Finale Play-Off)
- 2011-2012 : 1re Ligue - 7e (1/4 de Finale Play-Off)
- 2012-2013 : 1re Ligue - 9e
- 2013-2014 : 1re Ligue - 9e (relégué)
- 2014-2015 : 2e Ligue - 1er
- 2015-2016 : 2e Ligue - 1er  promu
- 2016-2017 : 1re Ligue - 4e Qualimasterround
- 2017-2018 : 1re Ligue - 2e en demi-finales
- 2018-2019 : 1re Ligue - 11e
- 2019-2020 : 3e Ligue - Finale - Championnat interrompu (COVID-19)
- 2020-2021 : 3e Ligue - 1er - Championnat interrompu (COVID-19)
- 2021-2022 : 3e Ligue - 1er Champion Romand(Finale Play-Off promu en 2e Ligue)
- 2022-2023 : 2e Ligue - 1er (1/2 Finale du Groupe 2 Play-Off)
- 2023-2024 : 2e Ligue - 1er (Finale du Groupe 6 Play-Off)
- 2024-2025 : 2e Ligue - 2e (1/2 Finale du Groupe 6 Play-Off)

## Effectif 2020
| No    | Nom                 | Nat. | Position  | Arrivée |
| ----- | ------------------- | ---- | --------- | ------- |
| +054, | Didier Borgeaud     |      | Gardien   |         |
| +029, | Koumaren Cosandey   |      | Gardien   |         |
| +039, | Sacha Juillard      |      | Gardien   |         |
| +090, | Gaël Gross          |      | Défenseur |         |
| +091, | Sébastien Kohli     |      | Défenseur |         |
| +004, | Jeremy Paris        |      | Défenseur |         |
| +088, | Adriano Iuliani     |      | Défenseur |         |
| +027, | Sylvain Croci-Torti |      | Défenseur |         |
| +051, | Thierry Marro       |      | Attaquant |         |
| +009, | Michaël Bochatay    |      | Défenseur |         |
| +018, | Dannick Boucher     |      | Défenseur |         |
| +084, | Mathieu Kohli       |      | Attaquant |         |
| +021, | Yvan Brunner        |      | Attaquant |         |
| +023, | Jérémy Zimmermann   |      | Attaquant |         |
| +064, | Jeremy Ronchi       |      | Attaquant |         |
| +010, | Dimitri Cossetto    |      | Attaquant |         |
| +055, | Thomas Dupraz       |      | Attaquant |         |
| +017, | Yves Jelovac        |      | Attaquant |         |
| +081, | Timothée Vesin      |      | Attaquant |         |
| +013, | Patrick Lovatel     |      | Attaquant |         |
| +038, | Anthoine Lussier    |      | Attaquant |         |
| +049, | Nicolas Rivoire     |      | Attaquant |         |
| +011, | Théo Rochat         |      | Attaquant |         |
| +094, | Emilien Rossel      |      | Attaquant |         |
|       | Noé Dubosc          |      | Stagiaire |         |
|       | Stan Tavel          |      | Stagiaire |         |